# Grganjica
Grganjica – wieś w Chorwacji, w żupanii karlowackiej, w mieście Duga Resa. W 2011 roku liczyła 17 mieszkańców.